# Метод прямокутників

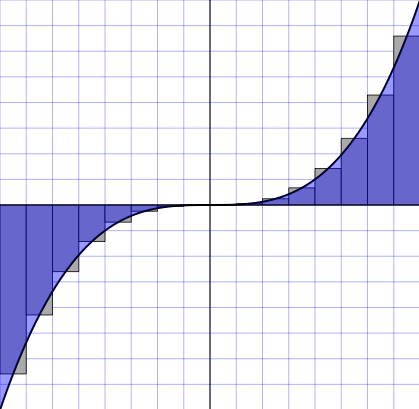
Метод центральних прямокутників

Метод прямокутників — найпростіший метод чисельного інтегрування, що полягає у заміні значень функції на проміжку значенням функції в деякій точці проміжку.

## Види формули прямокутників

Ліва сума Рімана x ↦ x^{3}, 4 прямокутники на [0, 2].

### Формула лівих прямокутників
У цьому випадку береться значення функції на початку проміжку:

Права сума Рімана x ↦ x^{3} 4 прямокутники на [0, 2

{\displaystyle \int _{a}^{b}f(x)dx=(b-a)f\left(a\right).}
Похибка обчислення рівна:
{\displaystyle E(f)={\frac {(b-a)^{2}}{2}}f'(\eta ),\quad \eta \in [a,b]}

### Формула правих прямокутників
У цьому випадку береться значення функції в кінці проміжку:
{\displaystyle \int _{a}^{b}f(x)dx=(b-a)f\left(b\right).}
Як і в попередньому випадку похибка обчислень рівна:

Центральна сума Рімана x ↦ x^{3} 4 прямокутники на [0, 2].

{\displaystyle E(f)={\frac {(b-a)^{2}}{2}}f'(\eta ),\quad \eta \in [a,b]}

### Формула центральних прямокутників
Ця формула має вид:
{\displaystyle \int _{a}^{b}f(x)dx=(b-a)f\left({\frac {a+b}{2}}\right).}
Похибка обчислень рівна:
{\displaystyle E(f)={\frac {(b-a)^{3}}{24}}f''(\eta ),\quad \eta \in [a,b]\,}

## Великі формули прямокутників
Для збільшення точності обчислень проміжок інтегрування розбивається на дрібніші проміжки до кожного з яких застосовується формула прямокутників. Загалом кількість проміжків розбиття рівна n і Δ = (b − a) / n то велика формула прямокутників має вигляд:
{\displaystyle \int _{a}^{b}f(x)\,dx\approx \sum _{i=1}^{n}f(a+i'\Delta )\Delta }
де {\displaystyle i'} може бути рівним {\displaystyle i-1}, {\displaystyle i} чи {\displaystyle i-1/2,} що відповідає формулам лівих, правих і центральних прямокутників.
Похибка великої формули центральних прямокутників задовольняє нерівність:
{\displaystyle E(f)\leq {\frac {\Delta ^{2}(b-a)}{24}}f''(\eta ),\quad \eta \in [a,b]\,}

Ліві прямокутники
Праві прямокутники
Середні прямокутники